# Ambo/Anthos uitgevers
Ambo  | Anthos uitgevers is een Nederlandse uitgeverij en onderdeel van Veen Bosch & Keuning Uitgeversgroep.

## Geschiedenis
In 1963 werd Uitgeverij Ambo opgericht door schrijver Herman Pijfers. Hij leidde de uitgeverij tot 1985 en bracht non-fictie uit op het gebied van filosofie en psychologie, maar ook klassieke standaardwerken in hedendaagse vertaling. 
In 1996 fuseerde Ambo met uitgeverij Anthos, die ervaren was op het vlak van Nederlandse en vertaalde thrillers. Van 2006 tot 2014 maakte ook Artemis & co onderdeel uit van de uitgeverij. 
Ambo  | Anthos uitgevers richt zich ook op Nederlandse en vertaalde literaire fictie met auteurs zoals Nicci French, Saskia Noort, Machteld Siegmann, Simone van der Vlugt, Elvin Post, Yvonne Keuls, Jonathan Safran Foer en Bret Easton Ellis.